# Alcidedorbignya inopinata
L'alcidedorbignya (Alcidedorbignya inopinata) è un mammifero erbivoro estinto, appartenente ai pantodonti. Visse nel Paleocene inferiore (circa 65 - 62 milioni di anni fa) e i suoi resti fossili sono stati ritrovati in Sudamerica.

## Descrizione
Questo animale è ben noto grazie a numerosi resti ben conservati, comprendenti uno scheletro eccezionalmente completo, ed è quindi possibile ricostruirne l'aspetto. Alcidedorbignya era un piccolo animale, lungo circa 30 centimetri esclusa la coda, dal corpo relativamente allungato e sostenuto da quattro arti piuttosto forti. In generale, l'aspetto ricordava quello di pantodonti più grandi e successivi come Pantolambda e Caenolambda. 
Il cranio era basso, dotato di un muso corto e di una dentatura primitiva, come quella di tutti i pantodonti arcaici, con il terzo e il quarto premolare superiore dagli ectolofi (creste sulle corone dentarie) a forma di V. Tuttavia, altre caratteristiche dei molari lo rendevano unico tra i pantodonti: sui molari, il metacono e il paracono erano separati e non si univano, come invece accadeva in Bemalambda e Harpyodus. Come in questi due generi, però, non vi erano mesostili sui primi due molari superiori e nemmeno una centrocrista a forma di V come negli altri pantodonti derivati. I canini erano di grosse dimensioni.
La coda era lunga e robusta, ed era lunga circa il 70% del resto del corpo; le zampe possedevano falangi ungueali simili a scudi, piatte e di piccole dimensioni. È probabile che queste falangi sostenessero unghie simili a quelle dei primati, e non vi è traccia di artigli o zoccoli come invece avviene in altri pantodonti. 

## Classificazione
Alcidedorbignya inopinata venne descritto per la prima volta nel 1987, sulla base di alcuni resti rinvenuti nella zona di Tiupampa in Bolivia, nella formazione Santa Lucia risalente al Paleocene inferiore. I primi studi su questi resti indicarono che Alcidedorbignya era un rappresentante primitivo dei pantodonti, un gruppo di mammiferi euteri arcaici, molto diffusi all'inizio dell'era Cenozoica in Nordamerica e in Asia; in particolare, sembrava che Alcidedorbignya fosse strettamente imparentato con un pantodonte arcaico dell'Asia orientale, Wanglia. 
Successivamente, nella stessa formazione geologica che aveva restituito i primi fossili vennero scoperti numerosi scheletri, alcuni dei quali completi, che permisero di mettere in luce le reali affinità di Alcidedorbignya. Sembra che questo animale fosse più strettamente imparentato con i pantodonti nordamericani che con quelli asiatici, generalmente considerati i più antichi e basali. In ogni caso, lo studio di Muizon e colleghi del 2015 ha identificato una famiglia a sé stante per questa forma, nota come Alcidedorbignyidae, e sembrerebbe inoltre che vi fosse stato un intercambio faunistico all'inizio del Paleocene tra Nord e Sudamerica, con forme primitive di pantodonti come Alcidedorbignya che diedero origine alle forme nordamericane. 

## Importanza dei fossili
I numerosi fossili completi di Alcidedorbignya, eccezionalmente conservati, provenienti dalla zona di Tiupampa hanno una notevole importanza: non solo rappresentano i fossili meglio conservati di mammiferi placentali del Paleocene inferiore e probabilmente gli scheletri più antichi di mammiferi placentali così completi, ma sono anche i primi crani e scheletri di mammiferi placentali a Tiupampa, una località famosa per aver restituito numerosi fossili di mammiferi metateri. La notevole conservazione di due crani di Alcidedorbignya ha permesso inoltre una descrizione dettagliata dell'anatomia cranica con tanto di identificazione precisa di suture e forami, compresi quelli della regione uditiva. Attraverso una tomografia computerizzata dei crani, è stato possibile ipotizzare il pattern del sistema circolatorio (vene e arterie) nel basicranio e nel labirinto osseo dell'orecchio interno.

## Paleobiologia
Alcidedorbignya doveva essere un mammifero plantigrado moderatamente agile, principalmente terricolo ma con buone capacità di arrampicarsi sugli alberi, e in grado di assumere occasionalmente una postura bipede. La probabile presenza di unghie, e quindi la mancanza di potenti artigli, escluderebbe uno stile di vita fossorio.